# Francesco Erizzo
Francesco Erizzo (ur. 18 lutego 1566 – zm. 3 stycznia 1646) – doża wenecki od 1631.

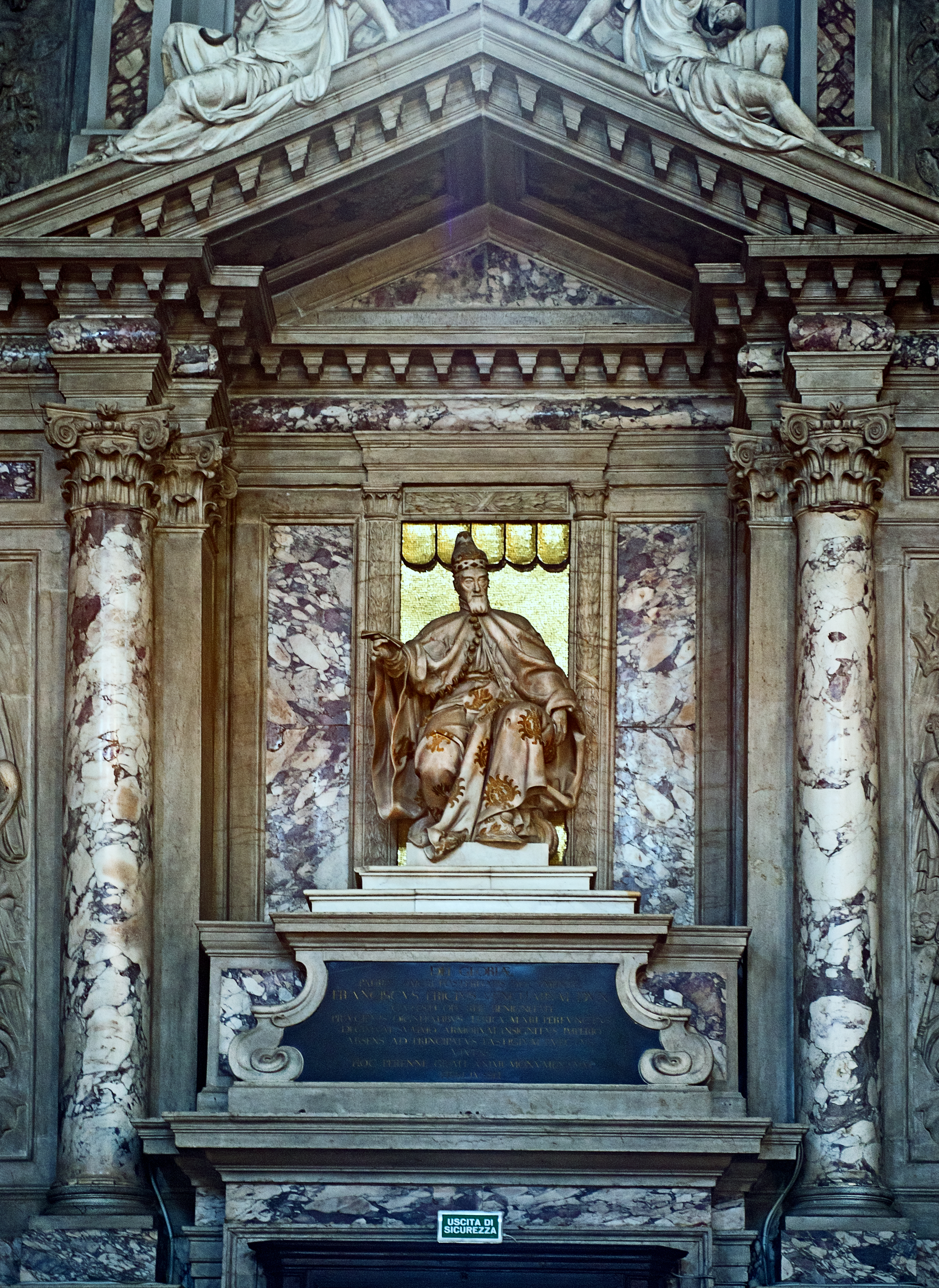